# Quercus autumnalis
Quercus autumnalis är en bokväxtart som beskrevs av F.M.Vázquez, S.Ramos och Doncel. Quercus autumnalis ingår i släktet ekar, och familjen bokväxter.
Artens utbredningsområde är Spanien. Inga underarter finns listade.